# Verdeja

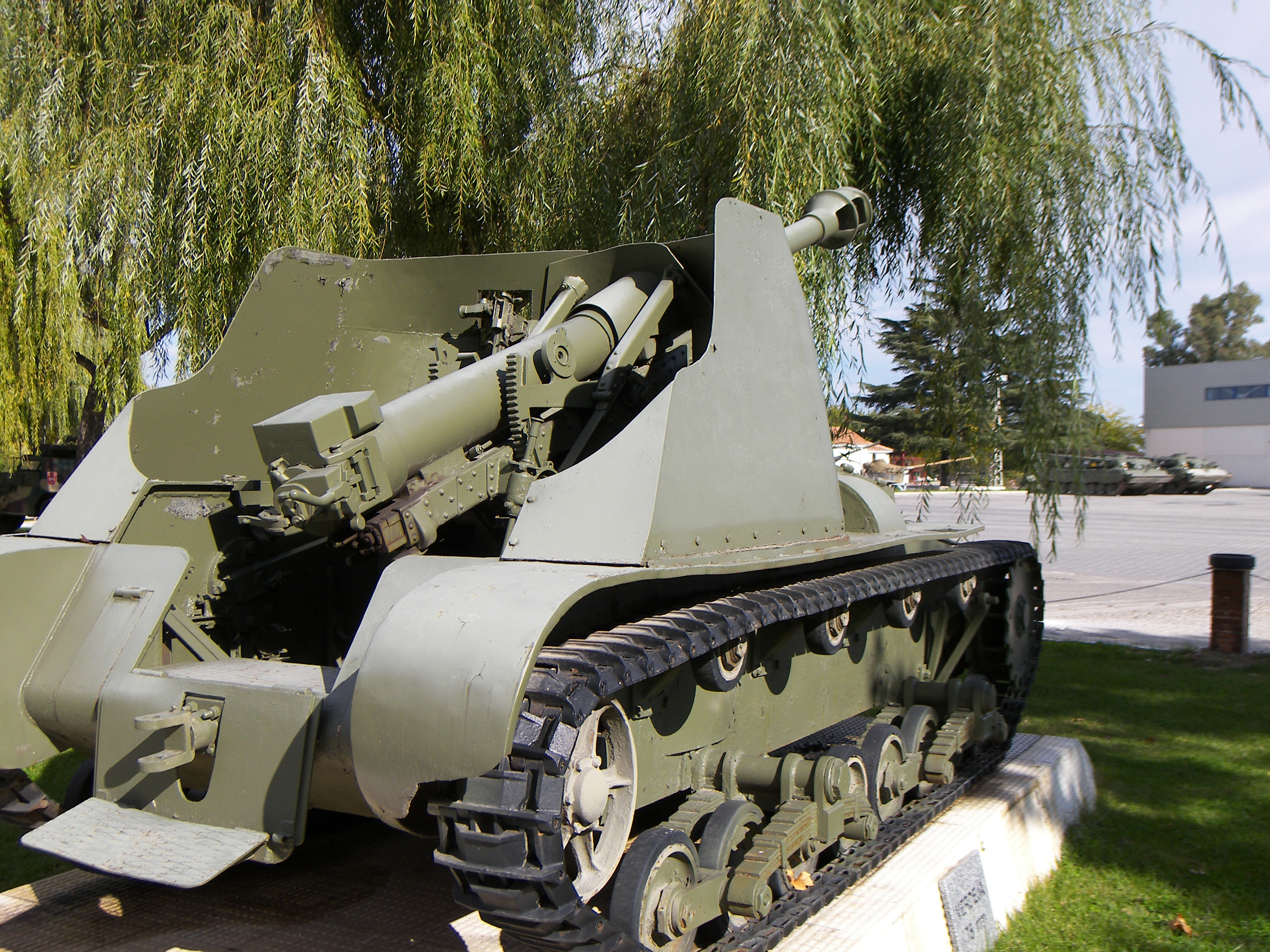
Canon automoteur Verdeja

Le Verdeja est une série de chars légers développé en Espagne entre 1938 et 1954 dans une tentative de remplacer les chars Panzerkampfwagen I allemands et les T-26 soviétiques en service dans l'armée espagnole.

## Histoire
Le programme était dirigé par le capitaine Félix Verdeja Bardales et conduisit au développement de quatre prototypes de véhicules, y compris un canon automoteur armé d'un canon de 75 mm. Le char a été conçu comme un char léger et a été un des premiers programmes de développement de chars qui a tenu compte de la survie de l'équipage, par opposition au blindage du char.
Le char a été influencé par plusieurs des chars légers qu'il était destiné à remplacer, y compris le Panzer I et le T-26, qui étaient initialement utilisés pendant la guerre d'Espagne. Le Verdeja était considéré comme un char supérieur au T-26 après une longue période d'essai, mais n'a jamais été produit en série. 
Trois prototypes de chars légers ont été fabriqués entre 1938 et 1942, y compris le Verdeja 1 et le Verdeja 2. L'intérêt pour le développement du véhicule a diminué après la fin de la Seconde Guerre mondiale. Malgré les tentatives pour adapter un nouveau moteur dans le Verdeja 2 et convertir les Verdeja 1 dans un canon automoteur, le programme fut en fin de compte annulé de façon non officielle en faveur de l'adoption du char américain M47 Patton en 1954. Un prototype du canon automoteur de 75 mm et du Verdeja 2 ont été exposés au début des années 1990.